# Vallby, Staffanstorps kommun
Vallby är en småort i Kyrkheddinge socken i Staffanstorps kommun belägen vid riksväg 11 öster om Kyrkheddinge.